# Hassee
Hassee, Kiel-Hassee – dzielnica miasta Kilonia w Niemczech, w kraju związkowym Szlezwik-Holsztyn.